# Jerzy Pietraszko
Jerzy Wojciech Pietraszko (ur. 21 grudnia 1954 we Wrocławiu, zm. 17 lipca 2020 tamże) – polski matematyk, działacz opozycji antykomunistycznej, wykładowca na Politechnice Wrocławskiej, członek „Solidarności Walczącej” o pseudonimie „Pedro”.

## Życiorys
Absolwent Instytutu Matematyki Uniwersytetu Wrocławskiego (1978).
W marcu 1968, jako uczeń, uczestniczył w studenckiej demonstracji na pl. Grunwaldzkim we Wrocławiu.
W 1972 był mistrzem Dolnego Śląska juniorów w grze błyskawicznej w szachy.
Wygrane pieniężne na zawodach szachowych były jednym z jego źródeł dochodu w czasie bezrobocia. 
Od 1977 kontaktował się z wrocławskimi środowiskami opozycyjnymi. Od 1978 uczestniczył w kolportażu wydawnictw niezależnych. Od 1979, na zlecenie Pionu Kształcenia Kadry, wykładowca i współprowadzący seminarium w Instytucie Cybernetyki Technicznej Politechniki Wrocławskiej. Od 1979 kolporter „Biuletynu Dolnośląskiego”.
Po 13 grudnia 1981 otrzymał zakaz wstępu na teren Politechniki Wrocławskiej. Od stycznia 1982 współtworzył podziemną strukturę drukarską (w styczniu 1982 sprowadził powielacz z Olsztyna do Wrocławia) i kolportażową RKS Dolny Śląsk; uczestniczył w demonstracjach ulicznych. Od czerwca 1982 członek Solidarności Walczącej. 
W latach 1982–1983 był zatrudniony jako konserwator w Schronisku PTTK nad Łomniczką. 1 maja 1983 zatrzymany przez ZOMO w czasie demonstracji we Wrocławiu (przed transportem do aresztu pobity w wyniku ataku grupy manifestantów).
W latach 1983–1985 przerzucał przez granicę w Karkonoszach biuletyny „Nazor” drukowane po czesku przez SW. Pisał artykuły do prasy podziemnej, głównie do biuletynu „Myśli”. Współpracownik Radia SW.
W latach 1984–1986 zatrudniony był w Rolniczej Spółdzielni Produkcyjnej w Maniowie Wielkim jako specjalista do prac wysokościowych, od 1986 do 1989 programista w firmie Datastart (zatrudnienie fikcyjne, w rzeczywistości utrzymywał się z udzielania korepetycji i innych prac dorywczych).
W latach 1990–1991 był nauczycielem matematyki w VIII LO we Wrocławiu. Od 1993 wykładowca w Instytucie Matematyki i Informatyki Politechniki Wrocławskiej.
Autor podręcznika Matematyka. Teoria, przykłady, zadania (1997) i tomu wspomnień Terroryści i oszołomy (2007).

## Odznaczenia
- Krzyż Kawalerski  Orderu Odrodzenia Polski – 2017[3][1]
- Krzyż Wolności i Solidarności – 2016[4]
- Medal Stulecia Odzyskanej Niepodległości – 2017[5]

## Rzekoma praca doktorska
Na temat Pietraszki krążyła opowieść, jakoby napisał pracę doktorską, w której obalił tzw. „jedynkę trygonometryczną”.